# Сенное (озеро, Мурманская область)
Сенное — водоём на территории городского поселения Зеленоборского и сельского поселения Зареченск Кандалакшского района Мурманской области.
Является частью Княжегубского водохранилища.

## Общие сведения
Площадь озера — 32,5 км², площадь водосборного бассейна — 1100 км². Располагается на высоте 37,2 метров над уровнем моря.
Форма озера лопастная, продолговатая: оно почти на двадцать пять километров вытянуто с юго-запада на северо-восток. Берега изрезанные, каменисто-песчаные, преимущественно возвышенные, местами заболоченные.
Через озеро течёт река Каменная, впадающая в Ковдозеро, через которое протекает река Ковда, впадающая, в свою очередь, в Белое море.
С севера в Сенное впадает река Вайгалово.
С юго-запада в Сенное впадают протоки, несущие воды озёр Верхнего Пулозера, Нижнего Пулозера и Найдушки.
С юго-востока в Сенное впадает река Долманово, текущая из озёр Нижнего Долманова, Среднего Долманова и Серголамбины.
В озере расположено более полусотни безымянных островов различной площади, рассредоточенных по всей площади водоёма.
Населённые пункты и автодороги вблизи водоёма отсутствуют.

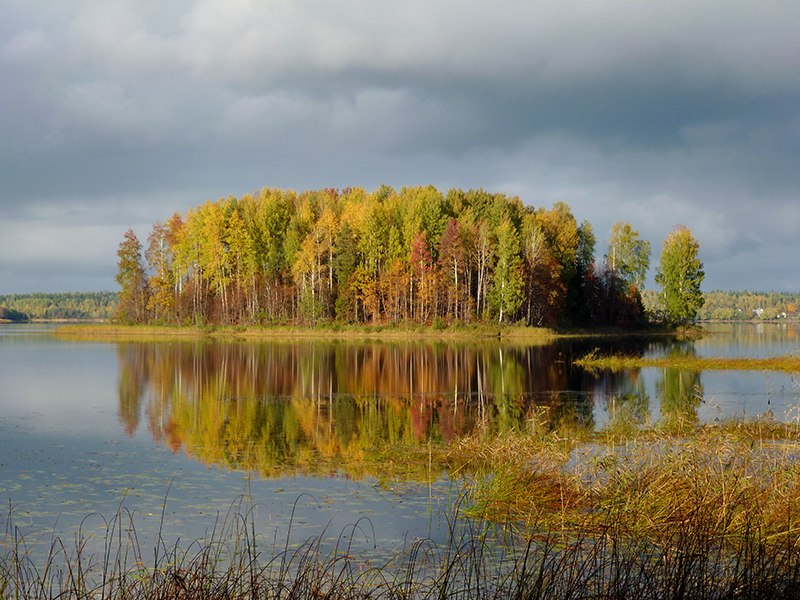

Код объекта в государственном водном реестре — 02020000611102000001457.